# Raión de Kamianka-Buzka
Kámyanka-Buzka (en ucraniano: Кам'янка-Бузький район) fue un raión o distrito de Ucrania en el óblast de Leópolis. En la reforma territorial de 2020, su territorio fue incluido en el raión de Leópolis, excepto una parte ubicada al norte, que pasó al raión de Chervonohrad.
Comprendía una superficie de 867 km².
La capital era la ciudad de Kámyanka-Buzka.

## Demografía
Según estimación 2010 contaba con una población total de 81862 habitantes.

## Otros datos
El código KOATUU es 4622100000. El código postal 80400 y el prefijo telefónico +380 3254.